# Concierto para piano n.º 5 (Prokófiev)
El Concierto para piano n.º 5 en sol mayor, (Op. 55) de Serguéi Prokófiev compuesto en 1932, fue el último concierto para piano completo compuesto por el autor antes de fallecer.

## Concepción
Justo al acabar de componer un concierto para piano para mano izquierda (Concierto para piano n.º 4), Prokófiev decidió escribir una nueva pieza para piano (para ambas manos) y orquesta. Al estar escrito en cinco movimientos y no seguir la forma tradicional de concierto, el compositor originalmente le puso el nombre de Música para piano y orquesta, pero luego sería persuadido por su amigo Miaskovski para que le diera la denominación de concierto para piano.

## Movimientos
El concierto dura de 20 a 25 minutos, repartidos en cinco movimientos:
1. Allegro con brio (4-5 minutos)
2. Moderato ben accentuato (3-4 minutos)
3. Toccata: Allegro con fuoco (1-2 minutos)
4. Larghetto (6-7 minutos)
5. Vivo (5-6 minutos)

## Instrumentación
La obra está orquestada para piano solista, 2 flautas, 2 oboes, 2 clarinetes, 2 fagotes, 2 trompas, 2 trompetas, 2 trombones, timbales, bombo, caja orquestal y cuerdas.

## Análisis
El concierto exuda una atmósfera particularmente bulliciosa, incluso violenta. Los tres primeros movimientos tienen temas similares, el primero y el tercero empiezan de manera parecida y los tres cautivan por su ritmo. El segundo comienza con un brillante glissando, introduciendo un tema de danza, para ser contrastado más tarde por nuevas emociones. Acaba de una manera curiosa. 
El cuarto movimiento pilla de sorpresa después de lo que parece una obra casi conclusa. Es el de mayor duración y el más lento, y tiene un clímax de heroica grandeza. El Vivo empieza dolorosamente, luego se mueve a un tema más relajado, empleando el poco habitual modo locrio. El concierto acaba con un volumen atronador.

## Estreno
Se estrenó el 30 de octubre de 1932 por la Filarmónica de Berlín dirigida por Wilhelm Furtwängler, y Prokófiev como solista.